# Laurent Bègue-Shankland
Laurent Bègue-Shankland, né le 5 avril 1972, est professeur de psychologie sociale et chercheur spécialisé dans l'étude de la cognition morale et des conduites d'agression. Il dirige la Maison des sciences de l'Homme Alpes.

## Biographie et carrière
Laurent Bègue-Shankland (né Bègue), est né le 5 avril 1972 à Colmar (68). 
Après un doctorat à l'Université Aix-Marseille 1, il obtient une bourse de recherche de l’Institut des Hautes études de la Sécurité Intérieure (aujourd’hui Institut des Hautes Études de Sécurité, INHES). En 1999, il est recruté comme Maître de Conférences à l'Université de Grenoble. 
Directeur du département de psychologie de l'université Pierre Mendès-France de 2002 à 2006 (aujourd'hui UGA) puis fondateur et directeur du Laboratoire Interuniversitaire de Psychologie, Personnalité, Cognition, Changement social de 2005 à 2013, il dirige depuis 2014 la Maison des sciences de l'Homme Alpes (CNRS/UGA). 
Il a également été visiting scholar de Brock University et Stanford University.

## Sélection de travaux universitaires

### Cognition morale et études sur l'agression
Ayant amorcé ses recherches sur les conduites agressives dans le cadre d'un contrat d'étude avec l'Institut de Hautes Études de la sécurité intérieure (aujourd'hui IHEMI), Laurent Bègue-Shankland se consacre aux corrélats psychologiques et sociaux des conduites d'agression ou délinquantes comme le contexte familial, les attitudes favorables à la déviance et les pairs déviants ou l'influence des médias, ce qui l'amène à alerter sur l'usage inapproprié des écrans. Ses travaux seront repris dans le Rapport Kriegel, et il sera auditionné par la commission sénatoriale menée par André Gattolin et Bruno Retailleau sur ce dernier sujet. 
Il tire de son travail un ouvrage intitulé Psychologie du bien et du mal (Odile Jacob, 2011), salué par l'Association Française pour l'Information Scientifique (AFIS) comme un ouvrage remarquable par son contenu et son écriture. Dans ce premier ouvrage, Laurent Bègue décrit comment les notions de bien et de mal fluctuent selon le contexte et le statut de celui qui juge.
Le Traité de psychologie sociale (De Boeck, 2013) rédigé par 60 spécialistes internationaux sous la direction de Laurent Bègue dresse un panorama complet de la discipline, de ses bases historiques et conceptuelles à des développements théoriques récents,.
Dans son cinquième ouvrage intitulé L’Agression humaine (Dunod, 2015), Laurent Bègue s'impose comme un auteur de référence dans le domaine de la recherche sur la violence et l’agression humaine. Il y aborde entre autres les sujets de la violence éducative, la violence verbale, la violence psychologique et la négligence, toujours en se basant sur des enquêtes précises et référencées.
Engagé contre les violences sexuelles au sein de l'enseignement supérieur, il dirige en 2024 un groupe d'étude ayant pour ambition d'adapter en France un programme de prévention Canadien.

### Alcool, dépendance et conduites agressives
Laurent Bègue-Shankland a développé un programme d'étude sur les effets de l'alcool et des substances psychoactives sur le comportement agressif et est diplômé de la faculté de pharmacie de Grenoble en 2008. Il contribue à la description des corrélats sociaux et démographiques des violences ébrieuses en France. Le chercheur développe plusieurs études expérimentales d'administration d'alcool qui démontrent que l'ébriété favorise un biais d'intentionnalité.      
Il met également en évidence un effet placebo de l'alcool sur le comportement agressif ainsi que sur la perception (erronée) que les consommateurs se forment quant à leur propre attractivité. Dans une expérience menée en 2008 sur 117 hommes, il constate que les attitudes agressives des participants ne dépendent pas de la quantité d'alcool réellement consommée, mais de la quantité d'alcool qu'ils pensent avoir consommée. Cette étude a été vulgarisée sous la forme d'une conférence TedX en 2014. Une des études de Laurent Bègue-Shankland publiée en mai 2012 dans le British Journal of Psychology démontre que plus on boit d'alcool, plus on se trouve séduisant. Cette meilleure perception de soi est due à un effet placebo et non aux effets pharmacologiques de l'alcool. Il contribue également à plusieurs études sur les influences médiatiques dans les consommations.       
Ces travaux sont pour lui l'occasion de prendre des positions publiques sur la limitation de la publicité pour l'alcool, de défendre l'établissement d'un prix plancher et l'interdiction de la consommation d'alcool durant la chasse.             
En 2017, il est nommé au Comité d'appui Addiction de Santé Publique France. En 2018, il crée l'Observatoire territorial des conduites à risque de l'adolescent (OTCRA), dédié à la prévention des addictions en milieu scolaire. 

### Relations animaux-humains
À partir de 2013, Laurent Bègue-Shankland se consacre aux liens entre la cruauté envers les animaux et les humains. Il publie la première étude quantitative française sur le sujet, basée sur un échantillon de 12 800 adolescents. L'étude, présentée avant sa publication lors d'un colloque à l'Assemblée nationale sur la protection de l'enfance, montre que les auteurs d'actes de cruauté envers les animaux (7 % de l'échantillon) manifestent davantage des déficits d'attachements sociaux et de fragilités psychologiques, et sont plus enclins à harceler d'autres élèves. Elle révèle également que la représentation de la valeur morale des animaux (mesurée par des attitudes spécistes) est liée à la maltraitance.
À travers diverses tribunes, il interroge les représentations et comportements face aux animaux, comme leur dénigrement indirect dans les campagnes de prévention du harcèlement, l'utilisation de métaphores animales visant à l'avilissement d'autrui, ou les dilemmes soulevés par l'octroi de leurs organes.
Engagé en faveur de la condition animale et signataire de diverses tribunes,, il ne s'engage cependant auprès d'aucune organisation animaliste. Ses travaux ont été diffusés par les mouvements pro-animaux dans le monde anglo-américain.

#### L'expérience de Milgram avec une victime animale
De 2017 à 2020, il élabore une translation du protocole sur la soumission à l'autorité de Stanley Milgram. Conformément à la théorie de l'engagement partisan (une explication alternative à celle de l'obéissance passive défendue par Migram), il ressort que l'induction d'une attitude pro-scientifique augmente la propension des participants à sacrifier un animal, de même que certains facteurs individuels comme le genre, l'orientation vers la dominance sociale, ou encore le régime alimentaire omnivore. Ces résultats sont vulgarisés dans son ouvrage Face aux animaux. Nos émotions, nos préjugés, nos ambivalences (Odile Jacob) et largement commentés,,. 
Les travaux de Bègue-Shankland sur l'expérimentation animale motivent sa nomination au comité d'orientation et de réflexion du GIS FC3R, une instance dédiée à l'accompagnement des recherches utilisant des animaux à des fins scientifiques et pour la promotion de méthodes alternatives et innovantes.

#### La rationalité chez les personnes végétariennes
Dans une étude publiée en 2023 dans le journal Personality and Individual Differences, plus de 7 000 participants ont été testés par les chercheurs Laurent Bègue et Kevin Vezirian de l'université Grenoble Alpes afin de mettre en évidence le rôle du style cognitif dans l'adoption d'un régime végétarien.
Ce mode analytique (ou réflexif) est sur-représenté chez cette population par rapport aux personnes consommant de la chair animale. Il correspond à une pensée plus méthodique et lente, en contraste avec un mode intuitif. Les scientifiques ont évalué cette propension à travers un test comportant trois problèmes du genre : « Une batte et une balle coûtent ensemble 1,10 €. La batte coûte 1 € de plus que la balle. Quel est le coût de la balle ? » Alors que les personnes intuitives ont tendance à répondre rapidement 10 centimes, les individus qui adoptent une approche analytique trouvent plus fréquemment la réponse correcte (soit 5 centimes). Après avoir éliminé les facteurs confondants tels que le sexe ou de le niveau d’étude, il a été constaté que les participants qui éliminaient la viande de leur régime alimentaire ont obtenu de meilleurs scores à ce test, ce qui indique un style cognitif plus analytique. Au contraire, les participants qui obtenaient un faible score au test – donc dont le style cognitif était davantage « intuitif » – rapportaient plus de croyances selon lesquelles la viande serait indispensable à la santé et que sa consommation serait normale. 
Les chercheurs expliquent cela par deux raisons : d'abord, la consommation de viande prédomine dans nos sociétés, ce qui demande une réflexion consciente pour adopter un comportement différent ; ensuite, les individus végétariens optent souvent pour cette décision pour des considérations environnementales, étant donné que l'élevage est associé à des émissions significatives de gaz à effet de serre — une analyse complexe que ceux qui ont une approche analytique sont plus enclins à effectuer,.

## Engagement politique
En 2019, avec l'économiste Nicolas Treich (INRAE, Toulouse School of Economics), il initie le « lundi vert », une action de mobilisation en faveur de l'alimentation sans viande ni poisson un jour par semaine, qui s'inscrit dans l'initiative mondiale du Meatless Monday.
Lors de son lancement le 2 janvier 2019, 500 personnalités et associations de défense de l'environnement et des animaux signent dans le journal le Monde un appel à ne plus consommer de viande ni de poisson le lundi. L'impact médiatique est important, une étude auprès d'un échantillon de 2 005 participants indique qu'un mois après le lancement du lundi vert, près de 51 % des répondants disent en avoir entendu parler, et 10 % indiquent qu'ils ont commencé à le mettre en place.
Cependant, des réactions défavorables se font jour. Le lundi vert sera décrié comme un « caprice de bobos » et une riposte appelée « samedi rouge » (pour défendre la consommation de viande) verra le jour, soutenue par Christiane Lambert, présidente de la FNSEA. De plus, le nombre de personnes inscrites formellement sur le site dédié reste faible (près de 25 000). Une étude de suivi permettra de décrire le profil des inscrits par rapport à la population générale et les déterminants du maintien de l'engagement après quinze semaines.
L'année suivante, les 788 restaurants universitaires du CROUS mettent en place le lundi vert,. En 2020, à l'occasion du lancement d'une nouvelle campagne, les initiateurs du projet publient une estimation de l'impact écologique de l'opération.

## Prix et distinctions
En 2005, Laurent Bègue-Shankland est nommé membre junior de l'Institut universitaire de France. Il sera reçu en qualité de membre senior en 2017.
Laurent Bègue-Shankland a été en 2013 le premier lauréat français en psychologie du prix parodique Ig-Nobel, pour une étude prouvant que plus on boit de l'alcool, plus on se trouve beau,. Le chercheur a déclaré par la suite dans un billet de blog avoir accueilli cette distinction avec surprise et enthousiasme en vertu de la visibilité que peut apporter ce prix, tout en étant méfiant vis-à-vis de la décrédibilisation potentielle pour sa discipline.
En 2014, Laurent Bègue-Shankland est nommé Chevalier de l'Ordre National du Mérite au titre du Secrétariat d'État à l'Enseignement Supérieur et de la Recherche. Chose rare, son père est promu à l'Ordre National du Mérite la même année. 
En 2020, Laurent Bègue-Shankland remporte le Prix de l'Animalisme Francophone 2020,, à la suite de ses travaux sur les actes de cruauté envers les animaux, ses interventions en faveur des animaux ayant trouvé un large écho dans les médias lors de l'affaire des chevaux mutilés.
En 2024, il reçoit le Prix Tronc-Laborie, remis par la Société Française d'Alcoologie au Ministère de la santé, pour ses travaux sur l'alcool et les violences.
Toujours en 2024, il reçoit le Prix Émile Girardeau, destiné à récompenser un ouvrage ou mémoire ayant trait aux sciences économiques ou sociologiques, pour son ouvrage Face aux animaux. Nos émotions, nos préjugés, nos ambivalences.

## Publications
Laurent Bègue-Shankland contribue régulièrement dans la presse et l'audiovisuel, que ce soit dans des magazines grand public spécialisés, comme Cerveau et Psycho et Sciences Humaines, ou dans des médias généralistes.

### Livres
- Psychologie du bien et du mal (Odile Jacob, 2011, traduit en coréen (Bookie Press) et en anglais (Oxford University Press)
- Traité de psychologie sociale. La science des interactions humaines (avec O. Desrichard) (De Boeck, 2013)
- Psychologie du jugement moral (avec L. Bachler, C. Blatier, et N. Przygodski) (Dunod, 2013)
- Drogues, alcool et agression - L'équation chimique et sociale de la violence (Dunod, 2014)
- L'agression humaine (Dunod, 2015)
- Histoire Naturelle de la violence (collectif), (Collectif RELIEFS, 2021)
- Face aux animaux : nos émotions, nos préjugés, nos ambivalences (Odile Jacob, 2022)

### Contributions
- Chapitre Catharsis ou mimesis ? Violences télévisuelles et mise en scène délinquante dans Victime-Agresseur Tome 4 (Champ social, 2004)
- Chapitre 1 : Justice et cognition, dans Les sentiments de justice à et sur l'école (De Boeck Supérieur, 2009)
- Chapitre 14 : L'évaluation comme tension favorisant les conduites d'agression, dans L'évaluation, une menace ? (Presses Universitaires de France, 2011)
- Chapitre 7 : Alcool, drogues et violence, dans Violences aux personnes (Dunod, 2014)
- Chapitre 23 : Jeux-vidéo et conduites agressives, dans Violences aux personnes (Dunod, 2014)
- Préface de Les jeunes et l'alcool (Dunod, 2014)
- Chapitre 28 : Violence envers l'animal et violence interpersonnelle, dans Violences aux personnes (Dunod, 2014)
- Chapitre 13 : La motivation humaine pour la justice, dans Introduction à la psychologie positive (Dunod, 2014)
- Préface de Psychologie de la religion : de la théorie au laboratoire (De Boeck supérieur, 2015)
- Chapitre 16 : Alcool, drogues et violence, dans Traité d'addictologie (Lavoisier, 2016)
- Chapitre 1 : Psychologie sociale/social psychology, dans Anglais pour psychologues (Dunod, 2018)
- Chapitre 4 : Le développement social du comportement agressif, dans Violences ordinaires et hors normes (Dunod, 2017)
- Chapitre Le comportement agressif dans La psychologie sociale : applicabilité et applications (Presses universitaires de Rennes, 2019)